# Flügelsbuch
Flügelsbuch ist ein in der Oberpfalz gelegenes Dorf, das ein Gemeindeteil von Kastl ist.

## Lage
Der Ort befindet sich in der Region Oberpfälzer Jura und liegt in der nach Hausen benannten Gemarkung. Flügelsbuch selbst ist einer von 39 Ortsteilen des Marktes Kastl. Das Dorf liegt fünf Kilometer südöstlich von Kastl und Lauterhofen ist sieben Kilometer entfernt.

## Verkehr
Die Staatsstraße 2235 verläuft etwa einen halben Kilometer westlich des Ortes, eine Zufahrt zu dieser Straße ist aber nur über eine einzige Gemeindeverbindungsstraße möglich. Diese zweigt ein wenig östlich von Reusch von der  Kreisstraße AS 28 ab und endet nach zwei Kilometern am südlichen Ortsende von Flügelsbuch. Vom ÖPNV wird der Ort mit der Buslinie 445 des VGN angefahren, allerdings nur als Rufbus.

## Kultur und Sehenswürdigkeiten

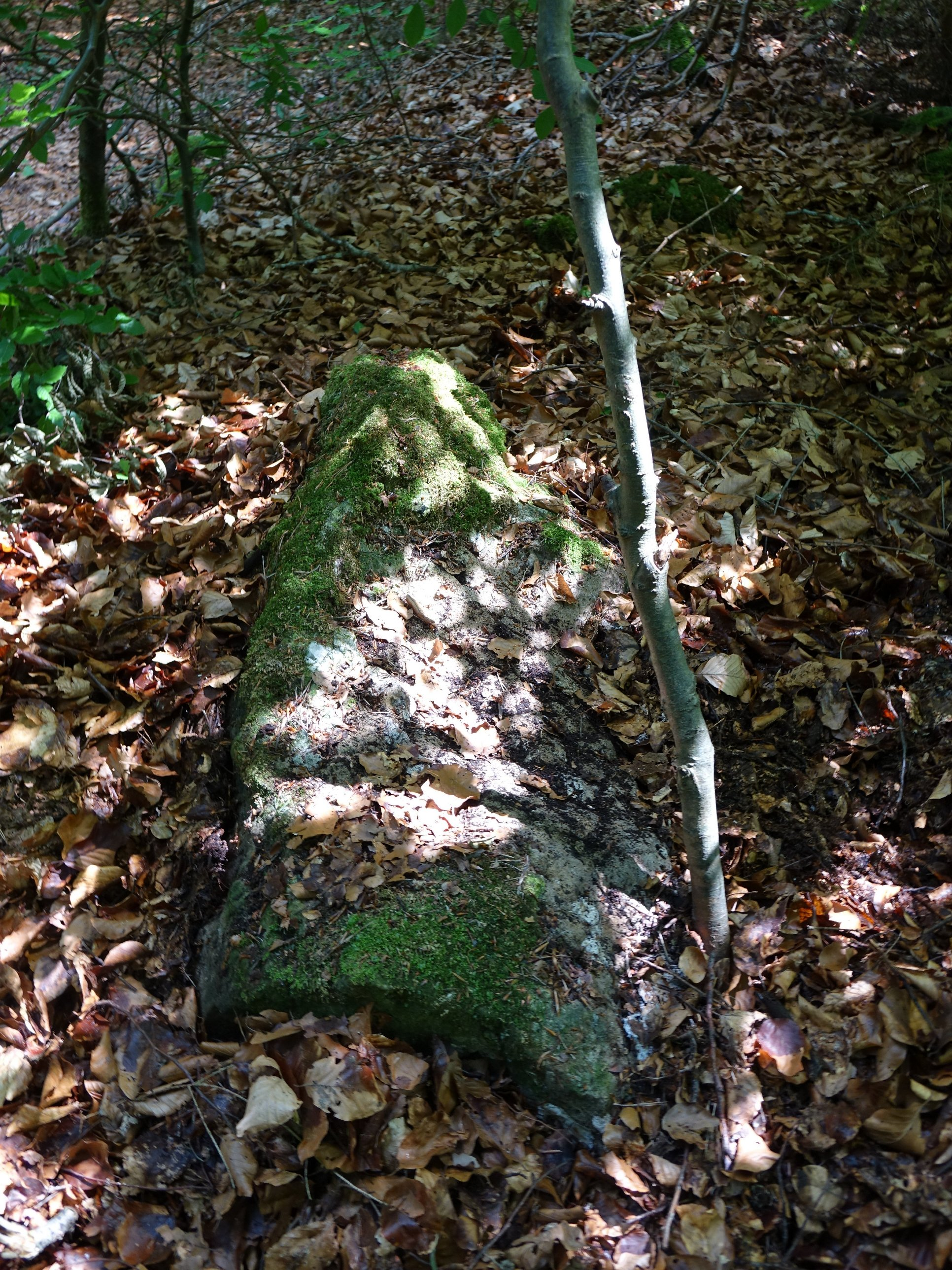
Der Grenzstein bei Flügelsbuch

### Bauwerke
Mit einem einen halben Kilometer südöstlich des Ortes gelegenen Grenzstein gibt es ein denkmalgeschütztes Objekt in der Nähe des Weilers.